# Volkswagen Golf VIII
La Volkswagen Golf VIII est une berline compacte qui est la 8e génération de Volkswagen Golf produite à plus de 35 millions d'exemplaires depuis 1974 par le constructeur automobile allemand Volkswagen, et commercialisée à partir de mars 2020. Elle succède à la Golf VII produite de 2012 à 2019.

## Présentation
La 8e génération de Volkswagen Golf (Type CD) est dévoilée le 24 octobre 2019 à l'Autostadt de Wolfsburg, avant son arrivée en concession au premier trimestre 2020 et dès décembre 2019 pour l'Allemagne.
La version break, appelée Golf SW en France et Variant en Allemagne, est dévoilée en septembre 2020. C'est également le cas de sa déclinaison au style crossover, inspirée de l'univers des SUV, la Golf Alltrack.
En Amérique du Nord, la Golf VIII n'est proposée qu'en versions GTI et R. Ces deux versions représentaient environ la moitié de toutes les Golf vendues dans ce pays pour la génération précédente. La production de la Golf à Puebla, au Mexique , a pris fin en janvier 2021, c'est pourquoi les GTI et R y sont désormais exportées depuis l'Allemagne. Les clients de Volkswagen en Amérique du Nord ont également la Jetta VII dans ce segment et, depuis 2021, la Taos.  En Chine, la Golf continue d'être construite à Foshan par FAW-Volkswagen.
Volkswagen estime les coûts de développement à 1,8 milliard d'euros. Le temps de production par véhicule est d'une heure inférieur à celui de la Golf VII.
En novembre 2022, par rapport au début de l'année, les prix de la Golf en France ont augmenté de 1 500 à 3 000 € selon les versions. Cela s'explique par la pénurie de composants électroniques et la dégradation des ventes de la compacte à l'échelle européenne.

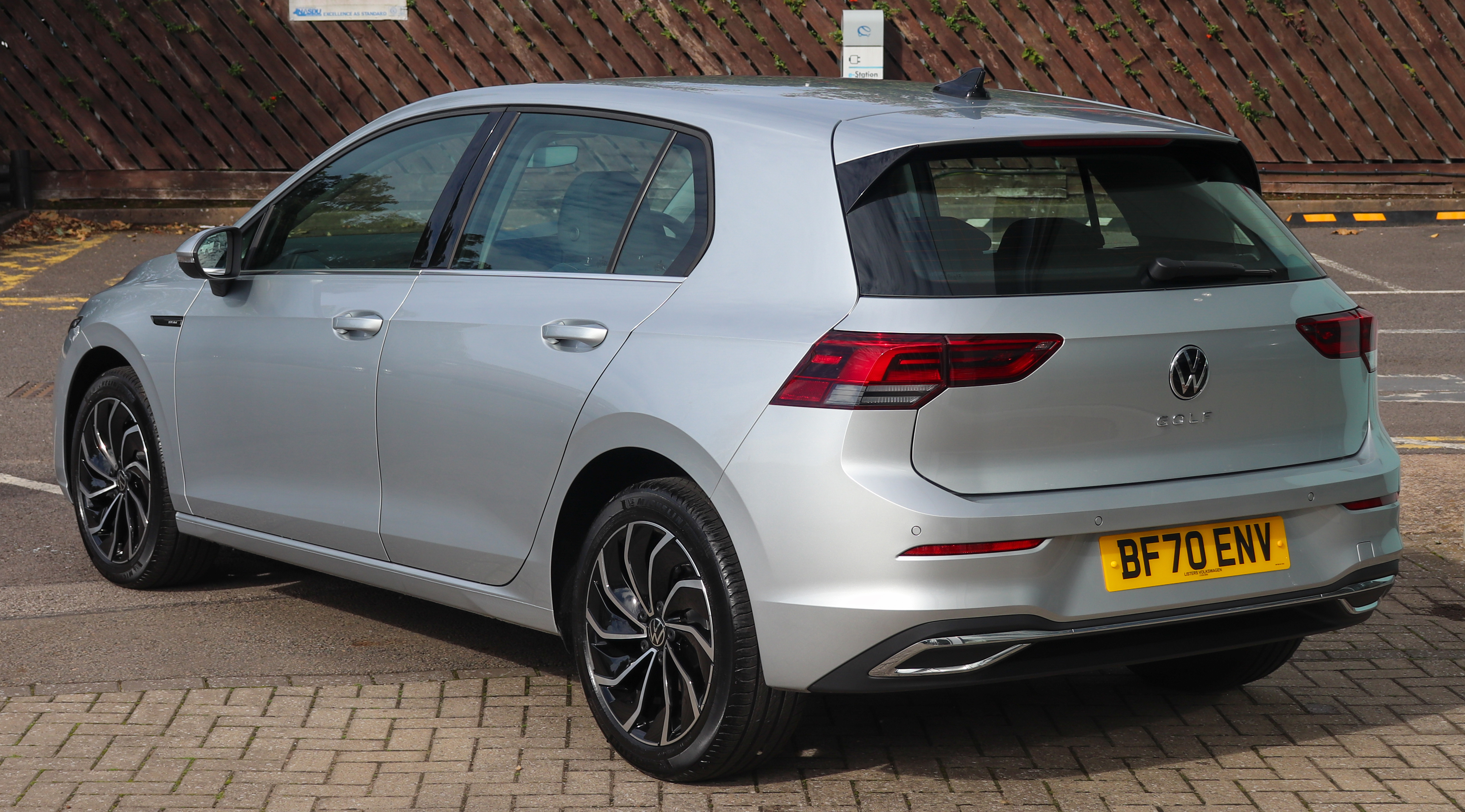
Volkswagen Golf VIII
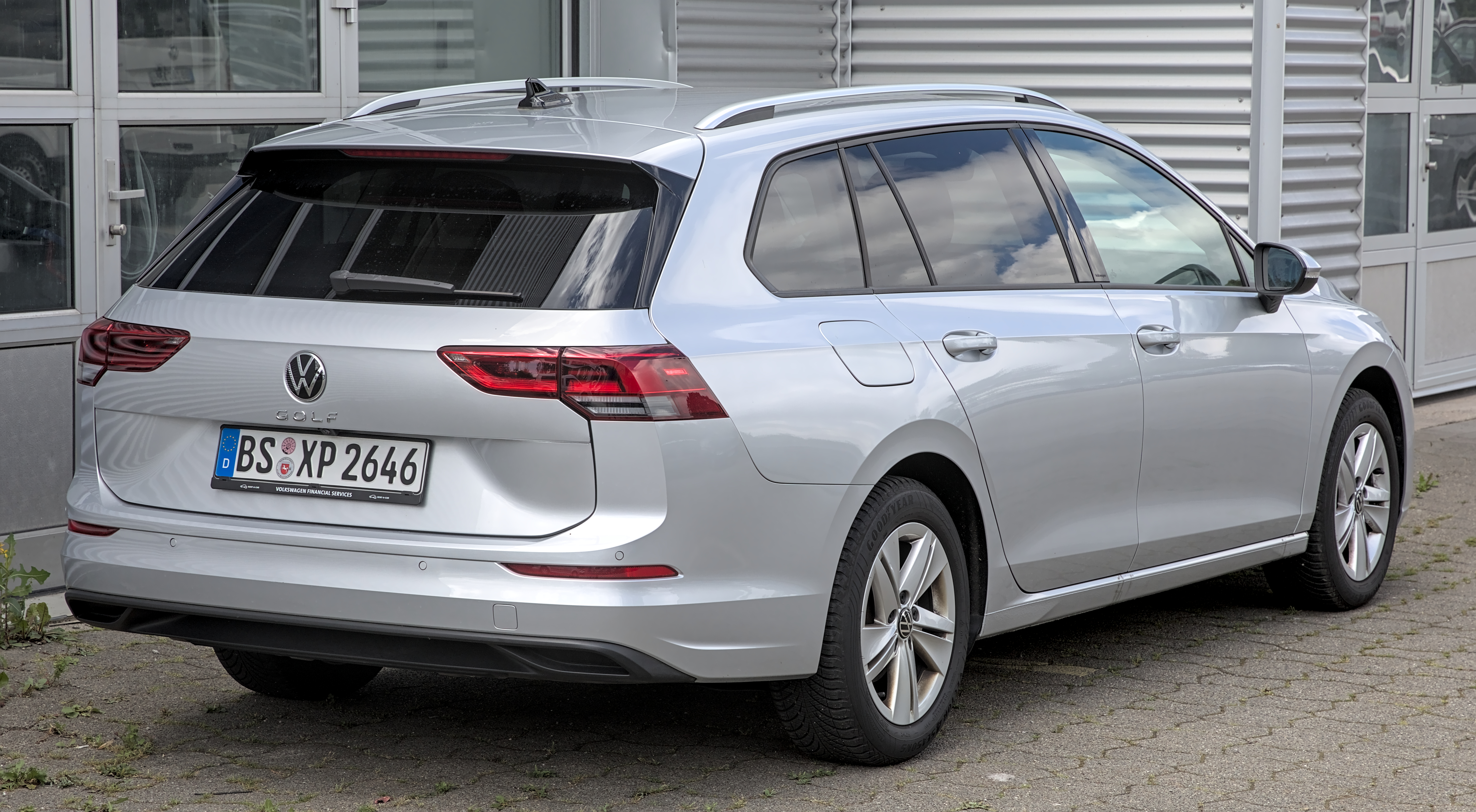
Volkswagen Golf VIII SW
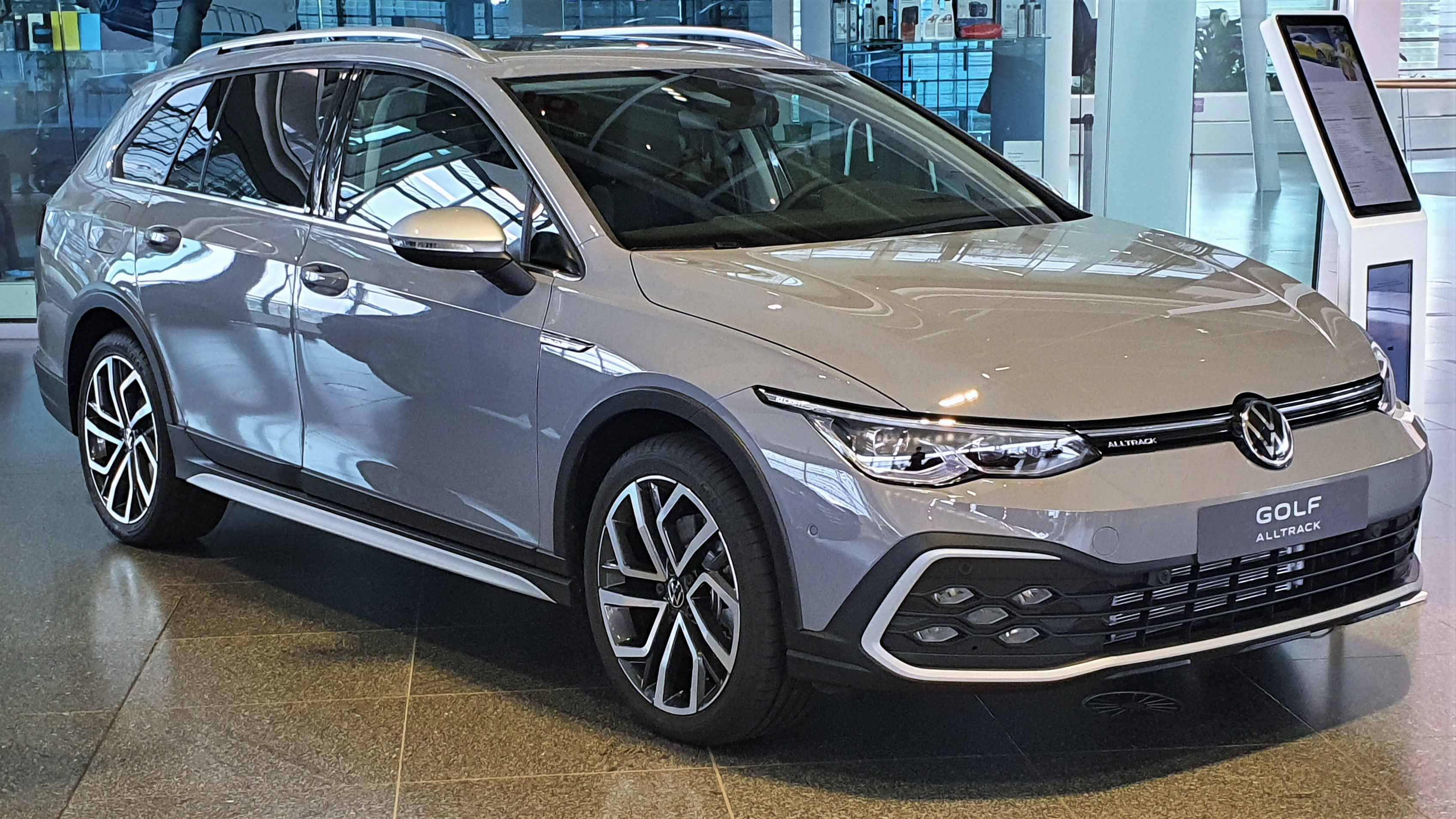
Volkswagen Golf VIII Alltrack
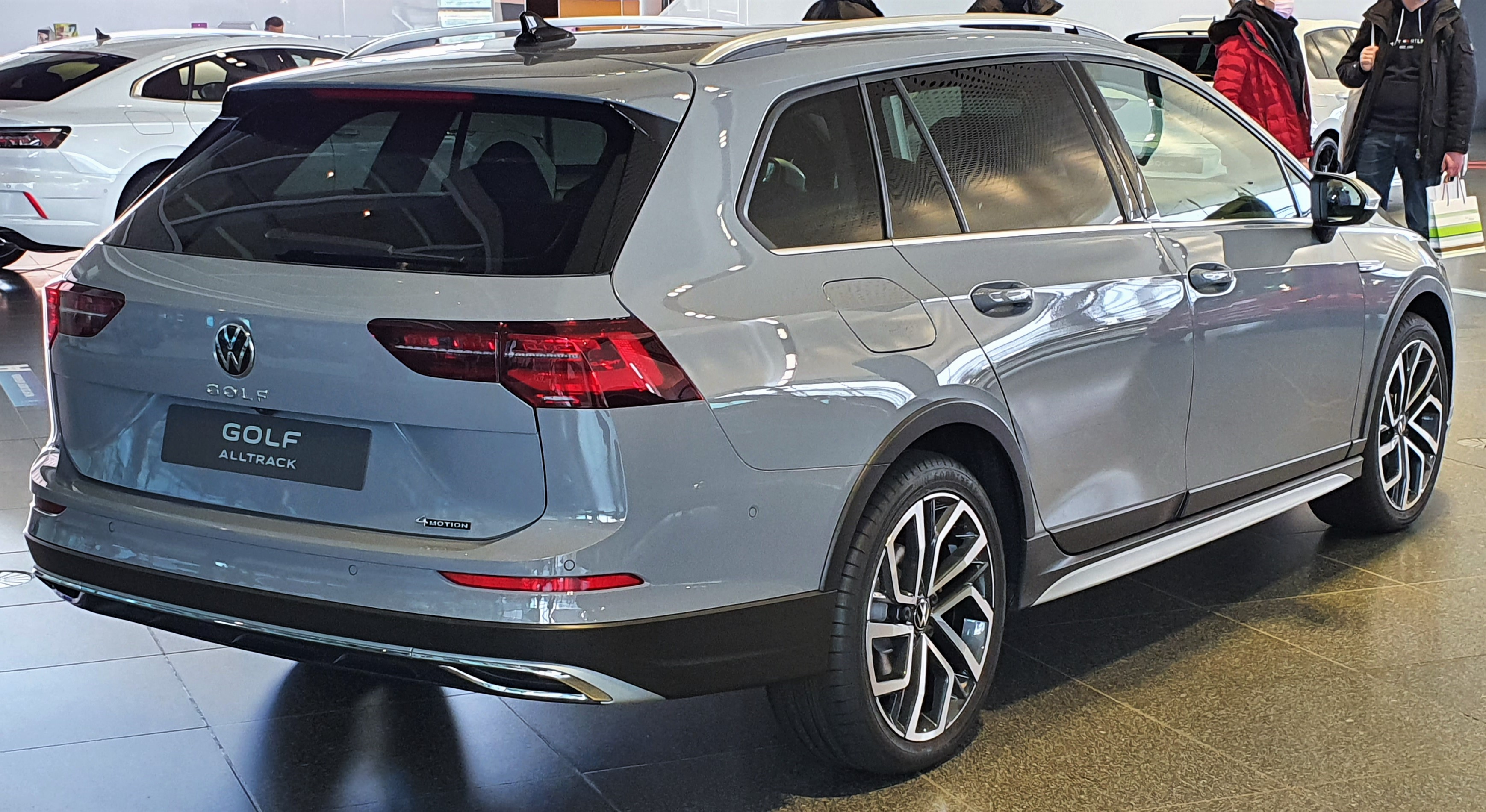
Volkswagen Golf VIII Alltrack

### Phase 2
La version restylée de la Golf VIII est présentée en janvier 2024 pour une commercialisation au printemps de la même année.

Volkswagen Golf VIII phase 2 au salon Rétromobile 2024
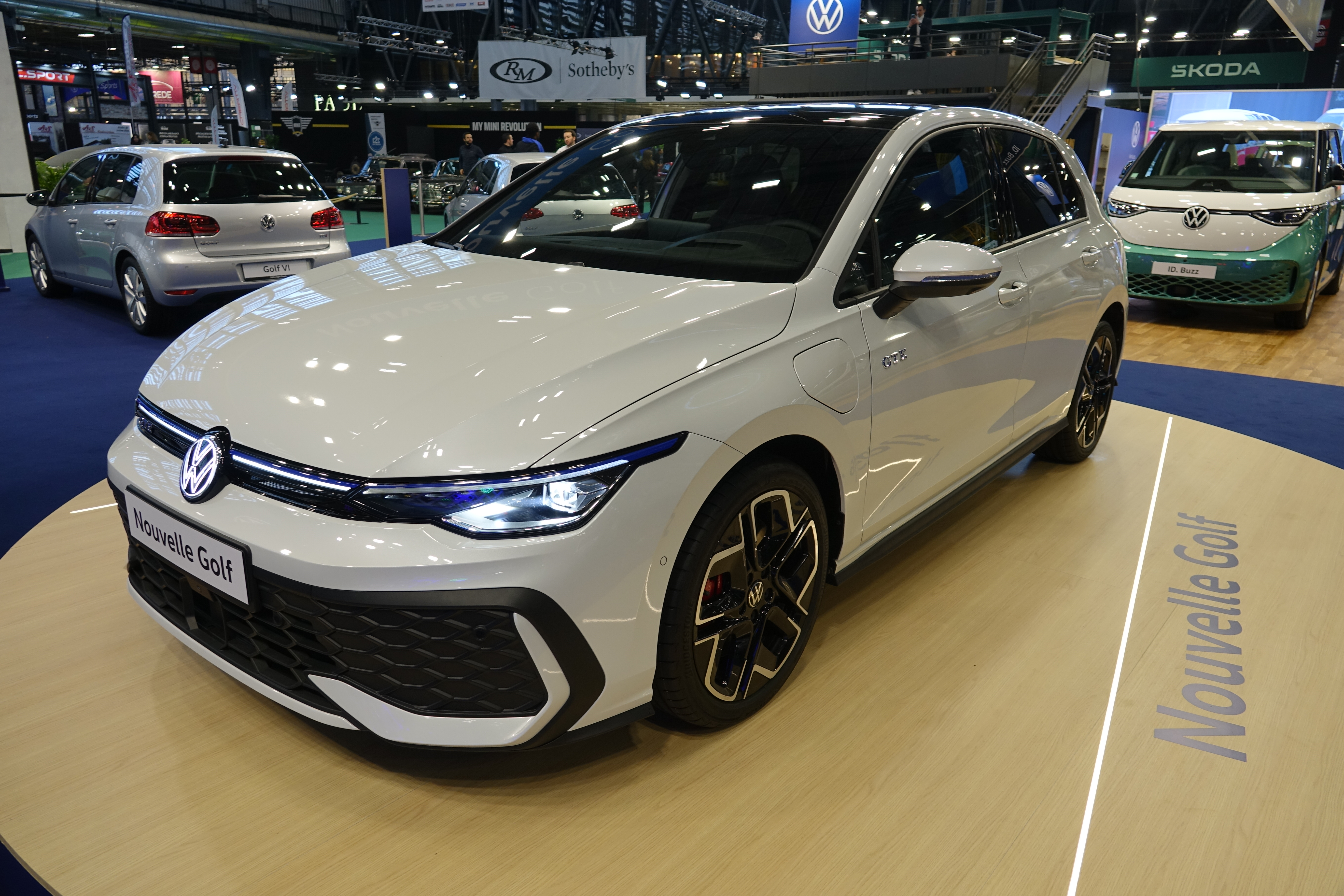
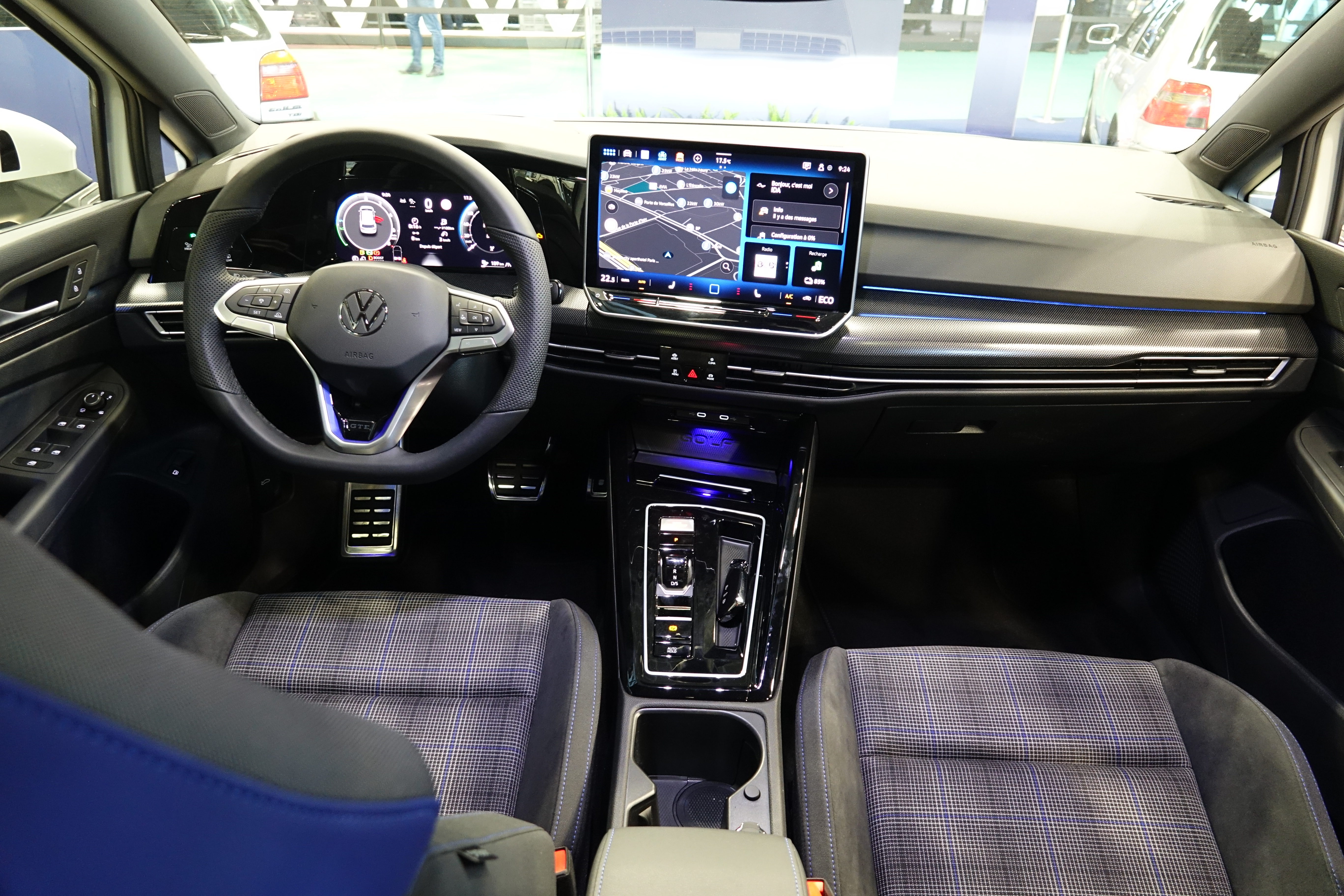
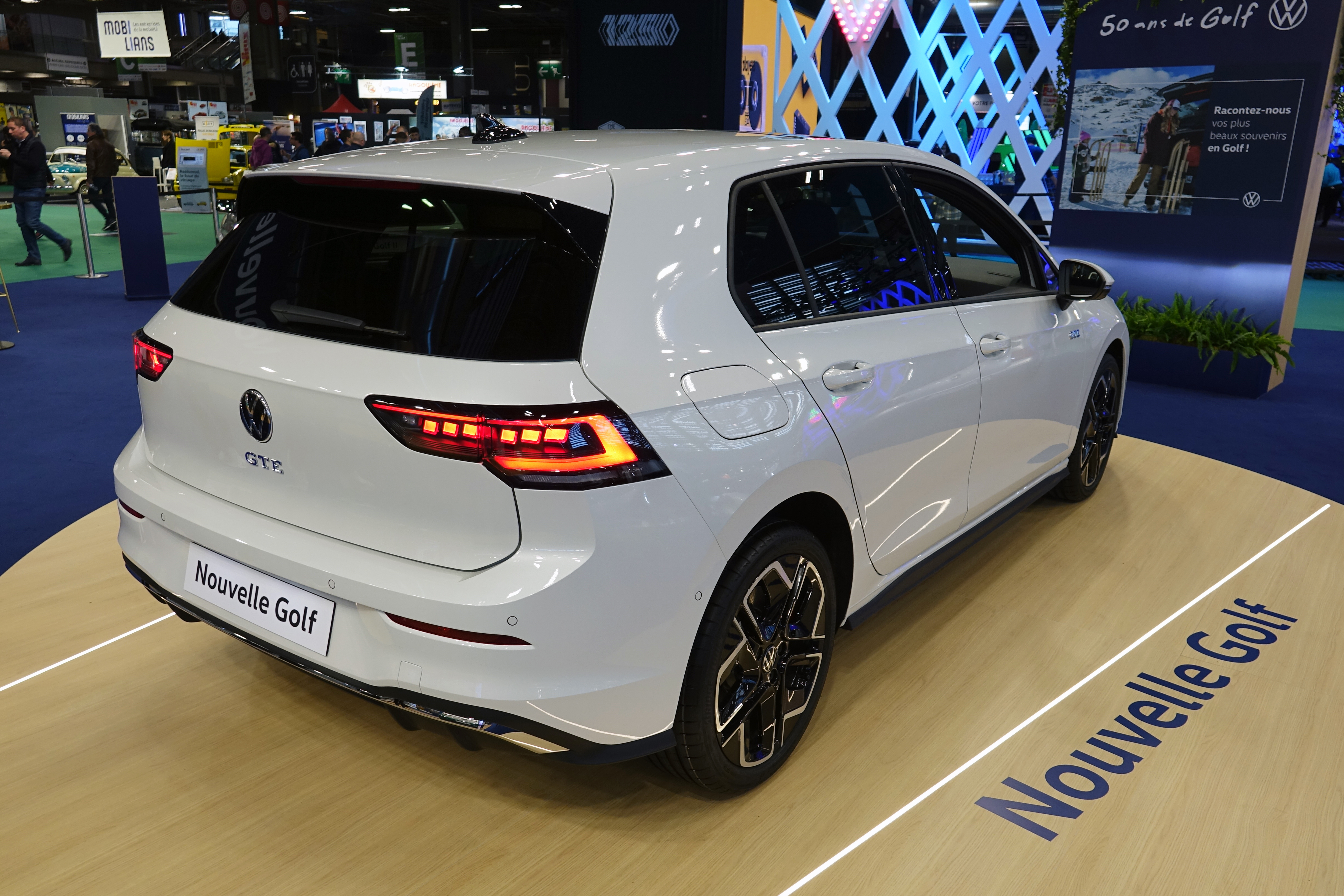

## Caractéristiques techniques
La nouvelle Golf repose, comme la précédente génération, sur la plateforme technique modulaire MQB. Lors de son restylage, la Golf évolue en profondeur et adopte la dernière évolution de sa plate-forme modulaire nommée MQB Evo.
Deux types de suspensions arrière (semi-rigide ou multibras) sont donc proposés en fonction de la puissance du moteur. Toutes les versions sont équipées de projecteurs avant à Leds et la Golf peut recevoir le système I.Q LIGHT qui module le faisceau lumineux de façon intelligente à l'aide de 22 Leds.
À l'intérieur, la planche de bord est équipée de deux écrans de 26 cm en haut de gamme appelé Innovision Cockpit, et de 22 cm pour l'écran central sur les autres finitions.

### Motorisations
La Golf VIII reçoit les motorisations du Groupe Volkswagen en essence, diesel et GNV. Mais elle ne bénéficie plus de version électrique e-Golf, le constructeur préférant lancer une gamme spécifique électrique (gamme ID.) avec l'ID.3, équivalent électrique de la Golf, comme premier modèle.
La Golf dispose en essence du 3 cylindres 1,0 L TSI de 90 et 110 ch et du 4 cylindres 1,5 L TSI en 130 et 150 ch, et en diesel du 4 cylindres 2,0 L TDI en 115 et 150 ch. L’hybridation légère essence comprend le 3 cylindres 1,0 L eTSI 110 ch et le 4 cylindres 1,5 L eTSI 130 ou 150 ch associés à un système 48 volts constitué d'un alterno-démarreur.
Enfin, la Golf sera disponible en hybride rechargeable en deux niveaux de puissance : 204 ch et 245 ch, cette dernière étant réservée à la version GTE. Les deux motorisations hybrides afficheront une autonomie d'environ 60 km selon la norme WLTP.
| Logo de Volkswagen                                | Volkswagen Golf VIII       | Volkswagen Golf VIII       | Volkswagen Golf VIII          | Volkswagen Golf VIII          | Volkswagen Golf VIII          | Volkswagen Golf VIII          | Volkswagen Golf VIII          | Volkswagen Golf VIII       | Volkswagen Golf VIII          | Volkswagen Golf VIII          |
| Logo de Volkswagen                                | 1.0 TSI                    | 1.0 TSI                    | 1.5 TSI                       | 1.5 TSI                       | 1.0 eTSI                      | 1.5 eTSI                      | 1.5 eTSI                      | 2.0 TDI                    | 2.0 TDI                       | 2.0 TDI                       |
| ------------------------------------------------- | -------------------------- | -------------------------- | ----------------------------- | ----------------------------- | ----------------------------- | ----------------------------- | ----------------------------- | -------------------------- | ----------------------------- | ----------------------------- |
| Moteur                                            | 3-cylindres essence        | 3-cylindres essence        | 4-cylindres essence           | 4-cylindres essence           | 3-cylindres essence hybride   | 4-cylindres essence hybride   | 4-cylindres essence hybride   | 4-cylindres diesel         | 4-cylindres diesel            | 4-cylindres diesel            |
| Admission                                         | Turbocompressé             | Turbocompressé             | Turbocompressé                | Turbocompressé                | Turbocompressé                | Turbocompressé                | Turbocompressé                | Turbocompressé             | Turbocompressé                | Turbocompressé                |
| Cylindrée (cm3)                                   | 999                        | 999                        | 1 498                         | 1 498                         | 999                           | 1 498                         | 1 498                         | 1 998                      | 1 998                         | 1 998                         |
| Puissance maximale ch (kW)                        | 90 (66)                    | 110 (81)                   | 130 (96)                      | 150 (110)                     | 110 (85)                      | 130 (95)                      | 150 (110)                     | 115 (85)                   | 150 (110)                     | 200 (147)                     |
| au régime de : (tr/min)                           |                            |                            |                               |                               |                               |                               |                               |                            |                               |                               |
| Couple maximal (N m)                              | 175                        | 200                        | 200                           | 250                           | 200                           | 200                           | 250                           |                            | 360                           |                               |
| au régime de : (tr/min)                           |                            |                            |                               |                               |                               |                               |                               |                            |                               |                               |
| Boîte de vitesses                                 | Manuelle 5 rapports (BVM5) | Manuelle 6 rapports (BVM6) | Automatique 7 rapports (DSG7) | Automatique 7 rapports (DSG7) | Automatique 7 rapports (DSG7) | Automatique 7 rapports (DSG7) | Automatique 7 rapports (DSG7) | Manuelle 6 rapports (BVM6) | Automatique 7 rapports (DSG7) | Automatique 7 rapports (DSG7) |
| Transmission                                      | Traction                   | Traction                   | Traction                      | Traction                      | Traction                      | Traction                      | Traction                      | Traction                   | Traction                      | Traction                      |
| Vitesse maximale (km/h)                           |                            |                            | 224                           |                               |                               |                               | 224                           |                            | 223                           |                               |
| 0-100 km/h (s)                                    |                            |                            | 9,2                           |                               |                               |                               | 8,5                           |                            | 8,8                           |                               |
| Consommation (L/100 km) urbain/extra-urbain/mixte |                            |                            | 4,7                           |                               |                               |                               |                               |                            | 3,7                           |                               |
| Émissions de CO2 (g/km)                           |                            |                            | 108                           |                               |                               |                               |                               |                            | 97                            |                               |
| Capacité du réservoir (L)                         | 50                         | 50                         | 50                            | 50                            | 50                            | 50                            | 50                            | 50                         | 50                            | 50                            |
| Masse à vide (kg)                                 |                            |                            |                               |                               |                               |                               |                               |                            |                               |                               |
| Norme environnementale                            | Euro 6d Temp               | Euro 6d Temp               | Euro 6d Temp                  | Euro 6d Temp                  | Euro 6d Temp                  | Euro 6d Temp                  | Euro 6d Temp                  | Euro 6d Temp               | Euro 6d Temp                  | Euro 6d Temp                  |

## Finitions
- Golf
- Life
- Style
- R-Line

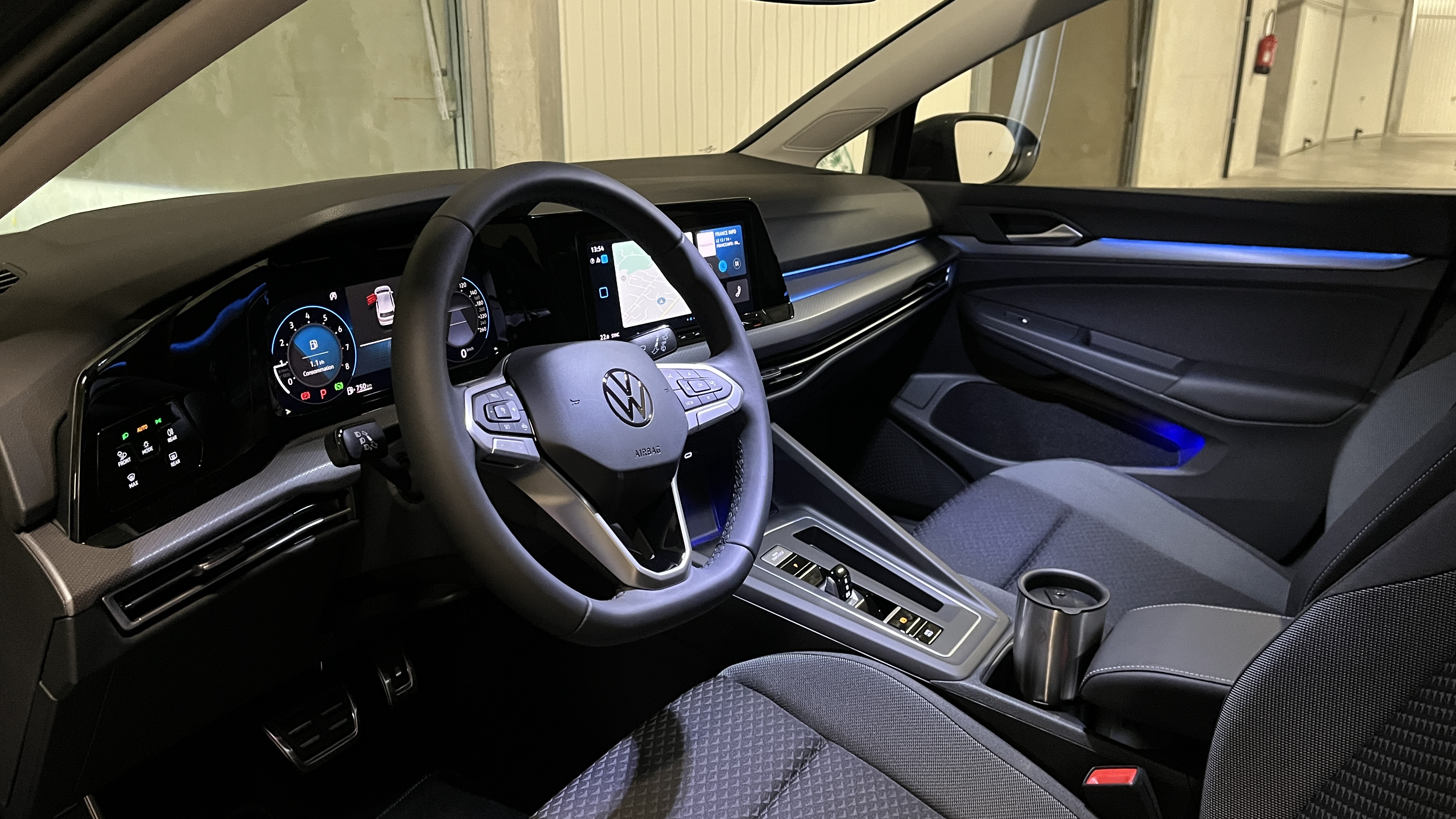
Intérieur

La Golf propose aussi deux finitions destinées aux professionnels :
- Business
- Life Business

La version break SW dispose d'une gamme similaire mais ne propose pas les finitions Golf et Business. En revanche, sa gamme s'enrichit d'une version Alltrack plus baroudeuse avec ses éléments de carrosserie spécifiques et sa transmission intégrale 4MOTION.
La gamme est modifiée en novembre 2022, et la Life Business devient disponible pour les particuliers:
- Life Business
- Style
- R-Line

## Couleurs
source
- Blanc Pur
- Gris Urano
- Gris Lunaire
- Gris Dauphin (Métal)
- Reflet d’Argent (Métal)
- Lime Jaune (Métal)
- Bleu Atlantique (Métal)
- Rouge Roi (Métal)
- Blanc Oryx (Nacré)
- Noir Intense (Nacré)

### Séries spéciales
- Au lancement de la Golf VIII, le constructeur propose deux finitions :
  - Life 1st (à partir de 27 540 euros)
  - Style 1st (à partir de 31 300 euros)
- Active (2021)
- Match (2023)[10]

## Versions sportives

### Golf GTD

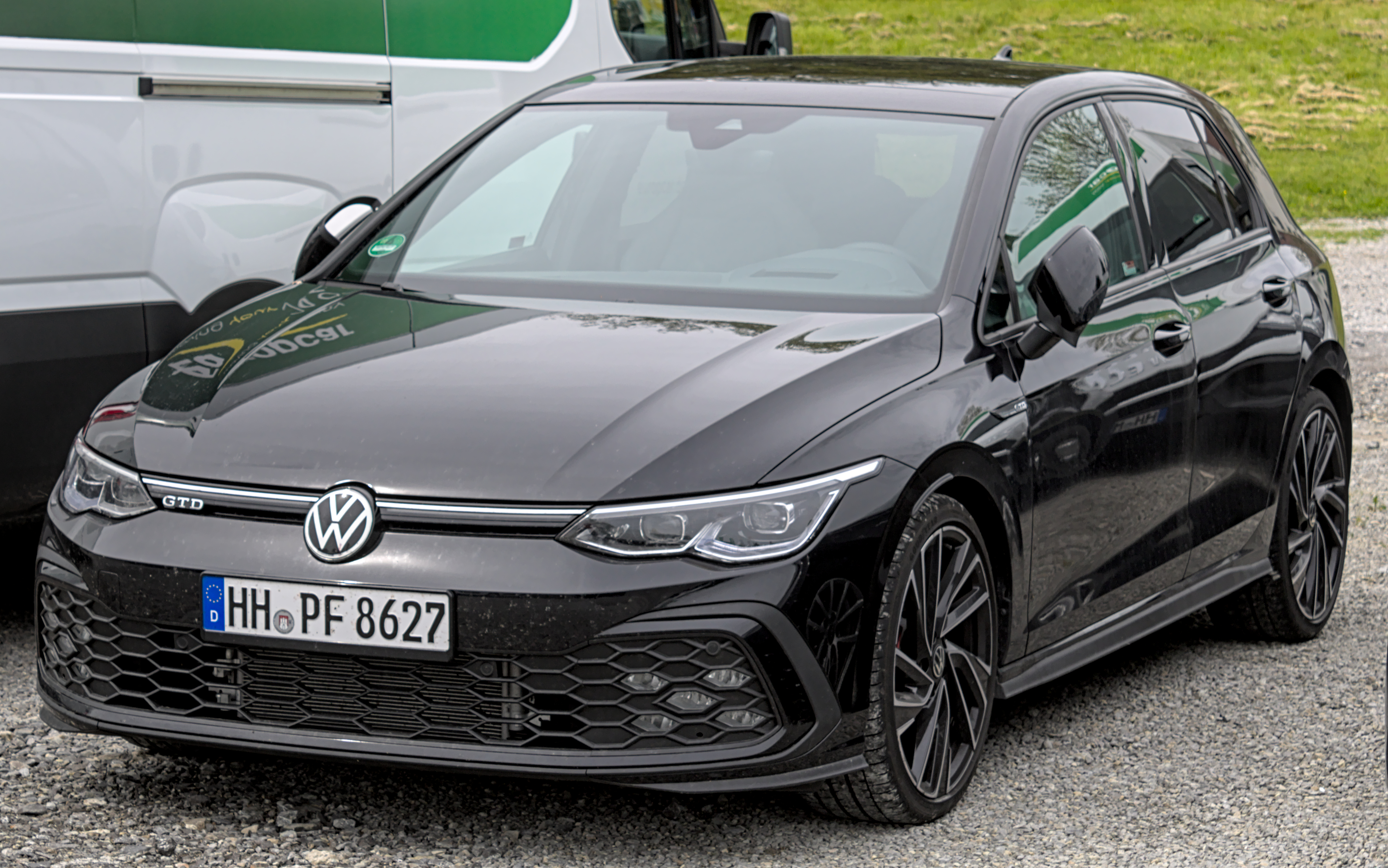
Volkswagen Golf GTD

En mars 2020, Volkswagen dévoile la variante GTD de sa Golf 8. Disposant d'un moteur 2,0 L TDI de 200 ch, elle se démarque par une calandre grillagée alvéolée disposant de projecteurs additionnels.

### Golf GTE
Fin 2020, Volkswagen lance la variante GTE de sa Golf VIII. Cette version hybride rechargeable ne subit pas le malus écologique des versions entièrement thermiques comme la GTI. Avec sa batterie de 13 kWh, la GTE propose un coffre plus petit que celui des versions thermiques (273 L).

La Golf VIII GTE combine le moteur essence 1,4 L TSI de 150 ch et un moteur électrique de 110 ch pour une puissance cumulée de 245 ch et un couple de 400 N m. La boîte de vitesses est robotisée, à double embrayage et possède 6 rapports. 

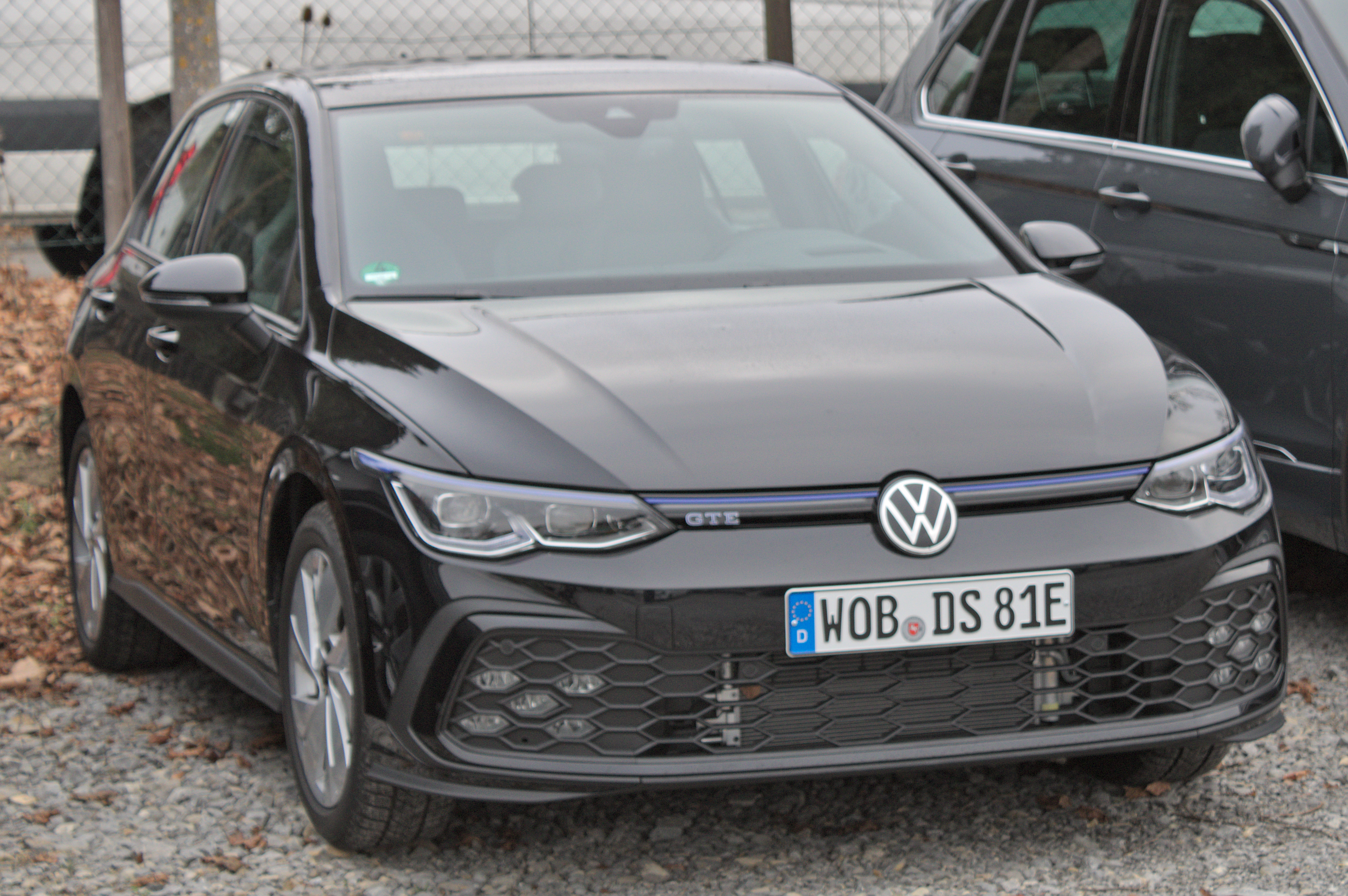
Volkswagen Golf GTE

Le chargeur embarqué de cette GTE propose une puissance de 3,6 kW. Sur une Wallbox de la même puissance, la charge durera 3 h 40, contre 7 h 15 sur une prise domestique avec câble AC d'une puissance de 1,8 kW. L'autonomie électrique varie de 52 à 64 km avec le cycle WLTP.
Cette GTE reprend la calandre alvéolée des versions GTD et GTI ainsi que leurs projecteurs additionnels.

### Golf GTI

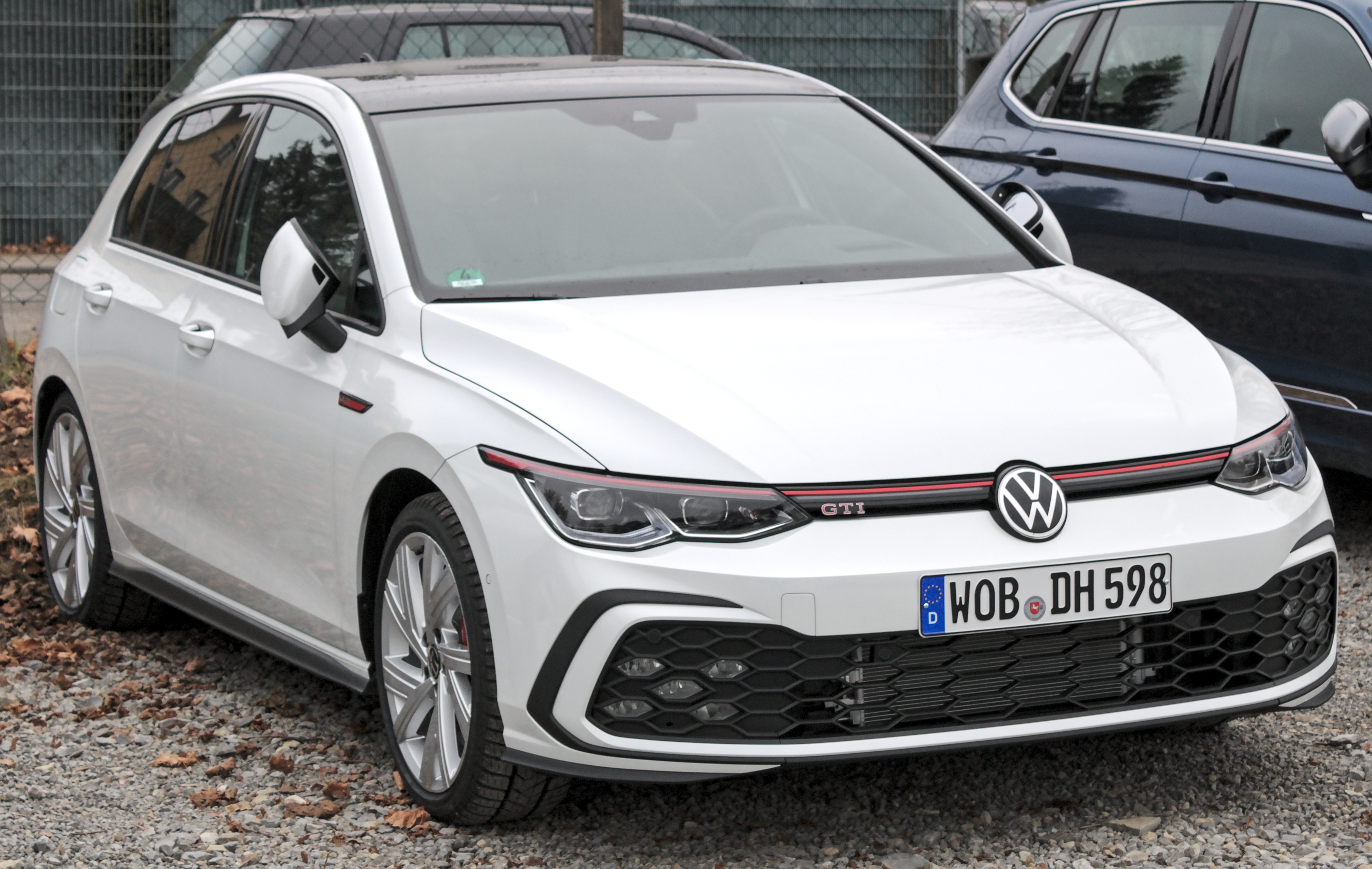
Volkswagen Golf GTI

Elle devait être présentée au salon international de l'automobile de Genève 2020 mais celui-ci a été annulé à cause de l'épidémie de coronavirus COVID-19.
La Golf VIII GTI reprend le quatre cylindres 2,0 L TSI de 245 ch (essence) de la génération précédente en version Performance.
Le châssis a été revu par rapport à la génération précédente. Les ressorts sont raffermis de 5 % à l'avant et 15 % à l'arrière et le train avant reçoit un nouveau berceau en aluminium. Ce train avant n'est pas inédit car il est repris à la défunte Golf Clubsport S. Le différentiel autobloquant piloté électroniquement, auparavant réservé à la version Performance, est désormais de série sur toutes les Golf GTI.

### Golf GTI TCR
Malgré les rumeurs, le constructeur n’a pas encore dévoilé de version TCR sur cette nouvelle génération de Golf VIII.

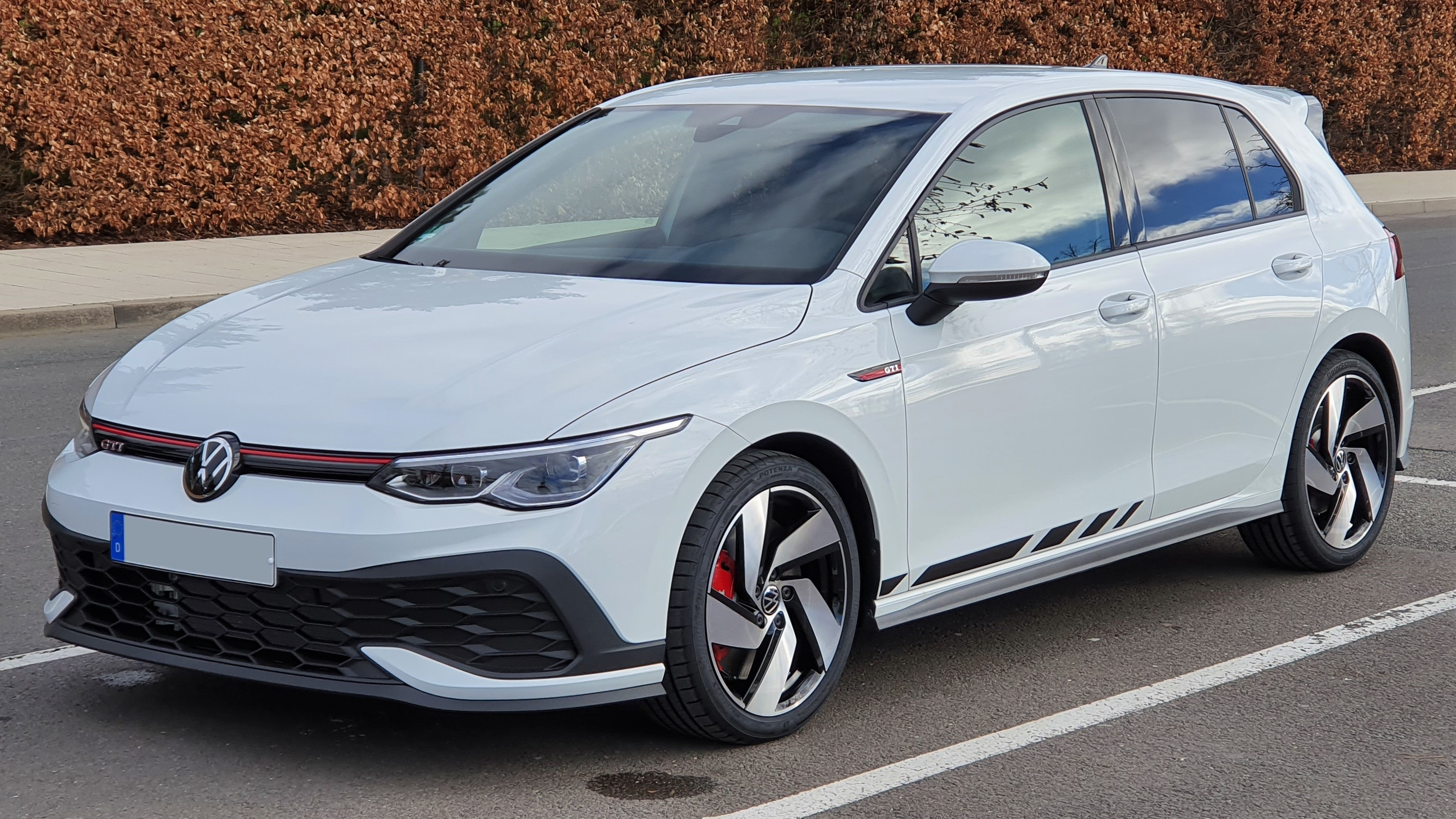
Volkswagen Golf 8 GTI Clubsport

### Golf GTI Clubsport
En octobre 2020, le constructeur présente la Golf GTI Clubsport de 300 ch et 400 N m de couple issus du quatre cylindres 2,0 L TSI, et accouplé à la boîte à double embrayage à 7 rapports qui demeure une simple traction à différentiel autobloquant, elle concurrence directement la Honda Civic Type R.
La version restylée appelée 8.5 de la Clubsport a été présentée le 1er juin 2024 à l’occasion des 24H du Nürburgring. Le lifting concerne le pare choc avant, le logo Volkswagen illuminé sur la calandre, des phares affinés et les feux arrière modifiés. Le logo GTi migre de l'aile avant vers la portière, sous le rétroviseur. L'écran tactile de l'ID3 remplace l'ancien et sur le volant des touches physique à la place de tactiles. De nouvelles jantes font leur apparition. Le pack design Black troque le traditionnel liseré rouge barrant la calandre contre un jonc de couleur noire, ainsi que les rétroviseurs extérieurs peint en noir.

### Golf GTI Clubsport 45

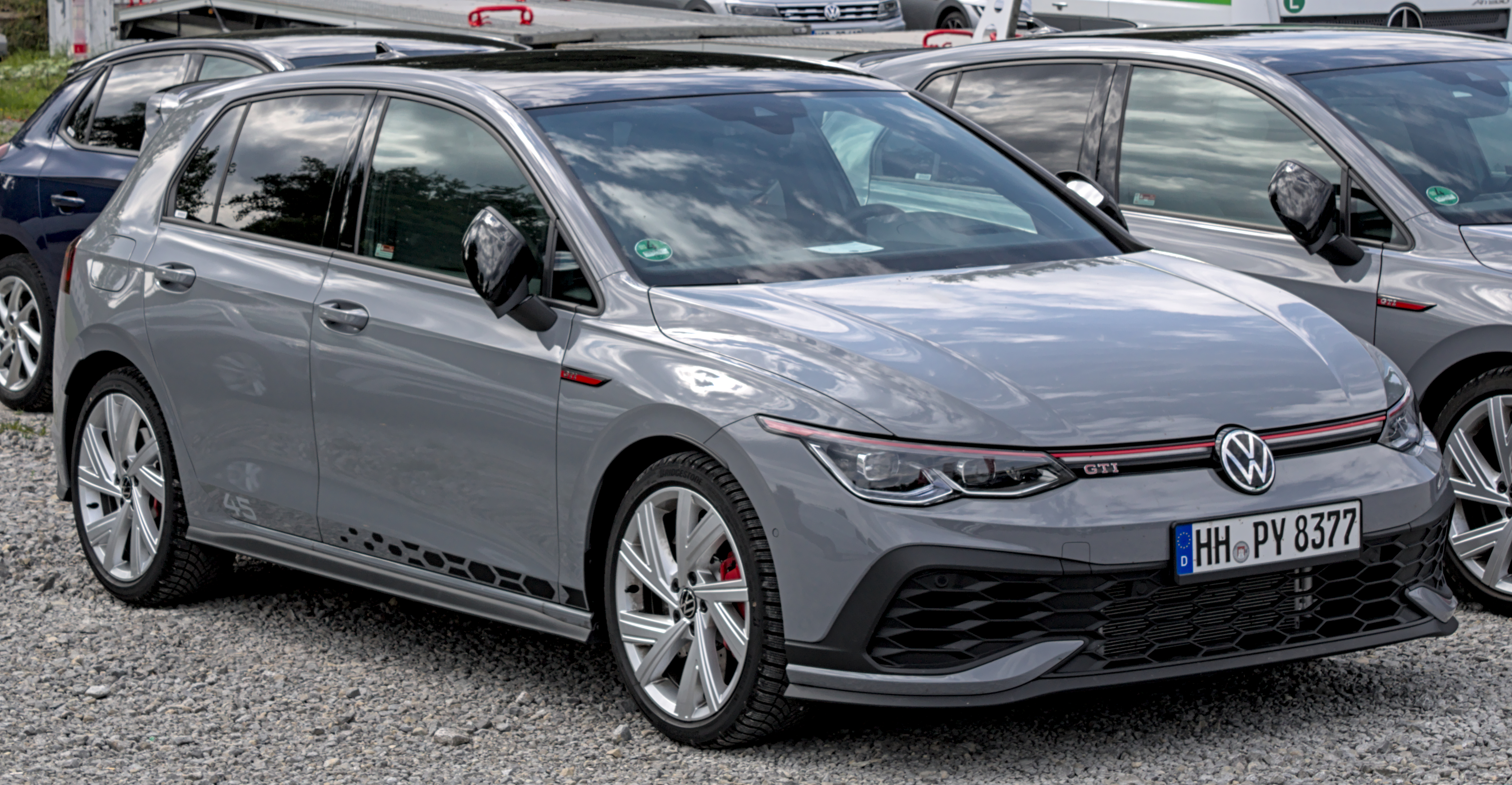
Volkswagen Golf GTI Clubsport 45

Volkswagen célèbre le 45e anniversaire de la Golf GTI avec une série spéciale GTI Clubsport 45 équipée du 4-cylindres turbo de 300 ch. Elle reçoit des entrées d'air plus grandes, un becquet de toit spécifique, un échappement sport, des jantes 19 pouces et une teinte de carrosserie noire.

### Golf R

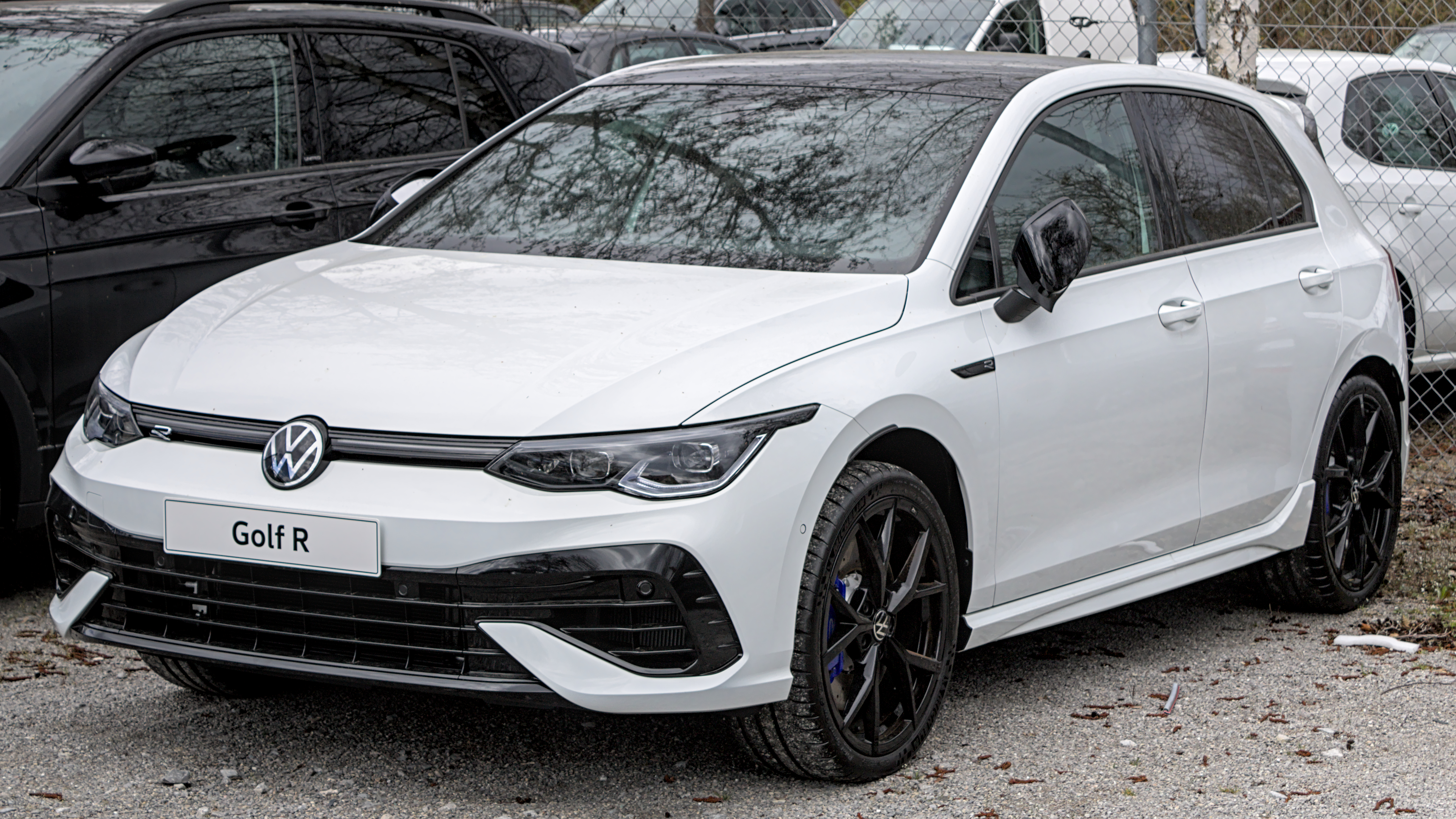
Volkswagen Golf R

La Golf R est annoncée en novembre 2020 avec un 4 cylindres turbocompressé de 2,0 litres de cylindrée d'une puissance de 320 ch, associé à une boîte automatique à double embrayage DSG7 et une transmission intégrale (4Motion).

### Golf R 20 Years
La Golf R « 20 Years » célèbre les 20 ans de la sortie de la première Golf R en 2002. Elle reçoit le 4-cylindres 2 litres turbo poussé à 333 ch.

### Golf R 333
La Golf R 333 est une édition spéciale de la Golf R , limitée à 333 exemplaires vendus exclusivement en Allemagne en juin 2023 et dotée d'une puissance de 333 ch.